# دوري جمهورية الدومينيكان لكرة القدم 2015
دوري جمهورية الدومينيكان لكرة القدم 2015 (بالإسبانية: Liga Dominicana de Fútbol 2015)‏ هو الموسم 1 من دوري جمهورية الدومينيكان لكرة القدم. كان عدد الأندية المشاركة فيه 10، وفاز فيه Atlético Pantoja ‏.